# 이토이가와역
이토이가와역(일본어: 糸魚川駅, いといがわえき)은 일본 니가타현 이토이가와시에 있는 서일본 여객철도와 에치고토키메키 철도의 철도역이다.

## 접속 노선
- 서일본 여객철도
  - 호쿠리쿠 신칸센
  - 오이토 선(에치고토키메키 철도 승강장)
- 에치고토키메키 철도
  - 니혼카이 히스이 라인

## 승강장

### 신칸센
신칸센 승강장은 2면 2선 구조이며 스크린도어가 설치된다.
| 11 | 호쿠리쿠 신칸센 | 상행 | 나가노·다카사키·도쿄 방면   |
| 12 | 호쿠리쿠 신칸센 | 하행 | 도야마·가나자와·쓰루가 방면 |

### 에치고토키메키 철도
에치고토키메키 철도의 승강장은 2면 4선 구조의 지상역이다. 오이토 선 열차도 이 승강장에 진입한다. 1면 1선은 단식 구조, 1면 3선은 섬식 구조이며, 4번 승강장은 도야마 방면으로만 선로가 나 있다. 두 승강장은 구름다리로 이어져 있다.
| 1 | ■ 니혼카이 히스이 라인 | 하행 | 나오에쓰 방면                                                             |                         |
| 2 | ■ 니혼카이 히스이 라인 | 하행 | 나오에쓰 방면                                                             | (대피 열차만 사용)      |
| 2 | ■ 니혼카이 히스이 라인 | 상행 | 이치부리 방면 아이노카제토아먀 철도선 직결 운행 도마리·우오즈·도야마 방면 | (대피·시발 열차만 사용) |
| 2 | ■ 오이토 선            | -    | 미나미오타리 방면                                                         | (일부 열차만 사용)      |
| 3 | ■ 니혼카이 히스이 라인 | 상행 | 이치부리 방면 아이노카제토아먀 철도선 직결 운행 도마리·우오즈·도야마 방면 |                         |
| 4 | ■ 오이토 선            | -    | 미나미오타리 방면                                                         |                         |

## 역세권 정보
역 주변의 해안 공원에는 누나카와히메와 다케미나카타노미코토의 동상이 세워져 있다.
- 이토이가와시청사
- 이토이가와 해수욕장
- 소마 교후가 살던 집

## 역사
- 1912년 12월 16일 - 일본국유철도 신에쓰 선 나다치 역 ~ 이토이가와 역 구간의 개통과 동시에 개업. 원래는 신에쓰 본선의 종착역이었다.
- 1913년 4월 1일 - 호쿠리쿠 본선 오미역 ~ 이토이가와 역 구간의 개통과 함께, 호쿠리쿠 본선으로 편입되었다.
- 1987년 4월 1일 - 민영화에 따라 서일본 여객철도의 소속이 되었다.
- 2013년 12월 1일: 새 역사의 니혼카이구치('동해쪽 입구'을 뜻하는 북쪽 입구) 사용 개시.
- 2014년 9월 14일: 새 역사 완공, 알프스구치('일본 알프스쪽 입구'을 뜻하는 남쪽 입구) 사용 개시.
- 2015년 3월 14일: 호쿠리쿠 신칸센 개통, 호쿠리쿠 본선을 에치고토키메키 철도에 이관.

## 인접역
| 서일본 여객철도 호쿠리쿠 신칸센          | 서일본 여객철도 호쿠리쿠 신칸센 | 서일본 여객철도 호쿠리쿠 신칸센  |
| ---------------------------------------- | ------------------------------- | -------------------------------- |
| 조에쓰묘코 도쿄 방면                     | ■ 호쿠리쿠 신칸센               | 구로베우나즈키온센 가나자와 방면 |
| 에치고토키메키 철도 니혼카이 히스이 라인 |                                 |                                  |
| 오미 도야마 방면                         | ■ 쾌속                          | 노 나오에쓰·니가타 방면          |
| 오미 이치부리 방면                       | ■ 보통                          | 가지야시키 나오에쓰 방면         |
| 서일본 여객철도 오이토 선                |                                 |                                  |
| 히메카와 미나미오타리 방면               |                                 | 시·종착역                        |